# El olor de la papaya verde
El olor de la papaya verde (en vietnamita, Mùi đu đủ xanh) es una película francovietnamita del género dramático estrenada en el año 1993, dirigida por el director de cine vietnamita Anh Hung Tran, nominada ese mismo año a un premio Óscar como mejor película extranjera y ganadora de la Cámara de Oro y del premio de la Juventud a la mejor cinta francesa en el festival de Cannes de 1993. El filme muestra la situación de la mujer en el Vietnam de mitad de siglo XX, así como también la lucha de una niña del campo por sobrevivir en la ciudad.

## Argumento
La historia se desarrolla hacia el año de 1951. Mùi, la protagonista de esta historia, es una niña campesina de 10 años que sale de su casa de campesinos para irse a trabajar a Saigón. En esta casa aprende a cocinar y los oficios varios del hogar al lado de la vieja sirvienta Ti. El drama que se desata durante la película tiene que ver con el padre del hogar, quien abandona a la familia para gastarse el dinero ahorrado y cuyas crisis en la casa generan una terrible escasez económica. Diez años después, su patrona decide dejarla ir y regalarle un vestido que sería para su hija que falleció llamada To, ya que Mùi se convierte según la ama del hogar “en la hija que nunca pudo tener”. Luego de esta escena decide despedirla ya que no tiene suficiente dinero para mantenerla, pero le da la opción de irse a trabajar con Khuyén, un músico del que Mùi siempre ha estado enamorada y con quien más adelante tendrá una relación sentimental de la cual quedará embarazada. El mismo Khuyén le enseña a leer, ya que en sus ratos libres cuando no se dedica a la música se ocupa de la enseñanza de su amada.

## Reparto
- Nu Yên-Khê Tran como Mui a los 20 años.
- Man San Lu como Mui a los 10 años.
- Thi Loc Truong como La mère (la madre).
- Anh Hoa Nguyen como La vieille Ti (la anciana).
- Hoa Hoi Vuong como Khuyen.
- Ngoc Trung Tran como Le père (el padre).
- Vantha Talisman como Thu.
- Keo Souvannavong como Trung.
- Van Oanh Nguyen como el Sr. Thuan
- Gerard Neth como Tin.
- Nhat Do como Lam.
- Thi Hai Vo como La grand-mère (la abuela).
- Thi Thanh Tra Nguyen como Mai.